# (6012) Williammurdoch
(6012) Williammurdoch ist ein Asteroid des Hauptgürtels, der am 22. September 1990 vom britisch-australischen Astronomen Robert McNaught am Siding-Spring-Observatorium (IAU-Code 413) in der Nähe von Coonabarabran in New South Wales in Australien entdeckt wurde.
Der Asteroid wurde am 10. August 2014 nach dem schottischen Ingenieur und Erfinder William Murdoch (1754–1839) benannt, der in der frühindustriellen Phase Großbritanniens eine Reihe wichtiger Anwendungen der Dampfmaschine, wie das Lokomobil sowie die Gasbeleuchtung mittels Stadtgas erfand.